# 와비·사비
와비사비(일본어: わび・さび(侘・寂))는 덜 완벽하고 단순하며 본질적인 것을 뜻하는 와비와, 오래되고 낡은 것을 뜻하는 사비가 합해진 단어로 '부족하지만 그 내면의 깊이가 충만함'을 의미한다. 일본의 문화적 전통 미의식, 미적관념의 하나이다. 대표적인 와비사비 스타일은 화려함보다는 자연스럽고 여백의 미가 있는 단순함을 추구하는 특징이 있으며, 차분하고 오래된 것의 미학을 중시한다. 이 와비사비 철학은 현대의 다양한 예술가, 건축가, 브랜드들에게 영향을 주며 새로운 트랜드가 되었다.

## 와비

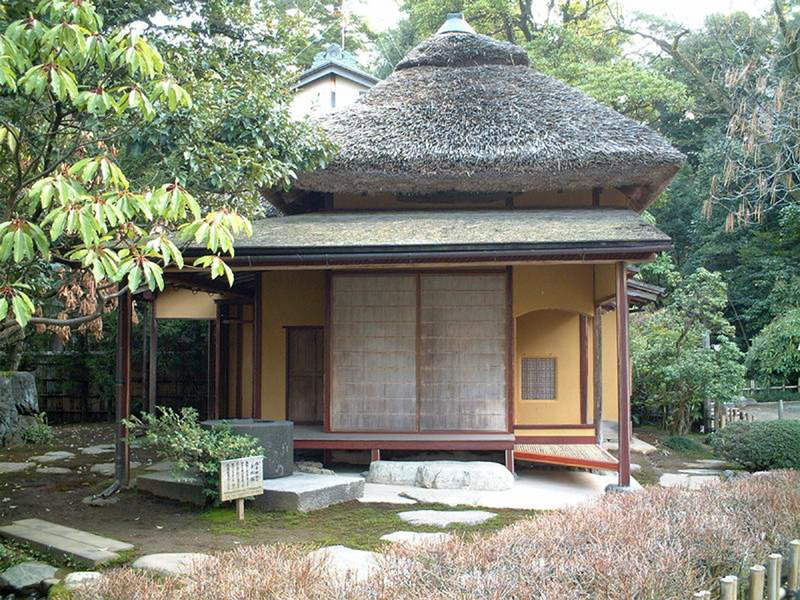
일본식 정원 겐로쿠인(兼六園)의 다실(茶室)인 유가오 정(夕顔亭)와비차를 마시기 위한 공간인 차실은 보통 이 사진과 같이 주변에 나무와 대나무를 심어 차실이외의 세계의 접근을 차단한다. 소수의 인원이 차를 마시기 위해 설계되었기 때문에, 다른 건축물로부터도 격리되어 있다. 건축자재들도 자연의 상태 그대로 되도록 도장등의 인공적 요소를 가하지 않은 것을 많이 사용한다.

와비란 동사 와부(わぶ)의 명사형으로 자주 쓰이는 형용사 와비시이의 의미에서 유추할 수 있듯이 "훌륭한 상태에 대한 열등한 상태"를 뜻한다. 이 의미가 바뀌어 조잡한 모양, 또는 간소한 모양이라는 뜻을 나타내게 되었으며, 극단적인 해석으로는 가난한 모양, 가난 등으로도 해석할 수 있다. 이처럼 원래 의미는 그렇게 미의식과 연관짓기 힘들어 보이지만, 불교 선종의 영향등으로 적극적으로 평가되어 미의식의 하나로 정립되었다.
와비에 대한 기술은 만요슈까지 거슬러 올라갈 수 있지만, 와비를 미의식이라는 개념으로 사용한 것은 에도 시대의 다도에 관한 책 남방록(《南方録》)에서 찾을 수 있고, 그 이전에는 소소우(麁相)라는 단어가 와비에 가깝지만, 다도의 대가인 센노 리큐등은 "소소우"를 싫어했기 때문에 양자는 반드시 동의어로 쓰인다고 말하기 어렵다. 거칠게, 비싸지 않지만 질이 높은 물건이나 사물을 나타내기도 한다.
와비는 다도에서 이론화되기 시작하는데, 와비차라는 말이 등장한 것도 에도 시대이다.

## 같이 보기
- 클리나멘
- 도덕경
- 역경

1. 1 2  “와비사비”. 2025년 3월 11일에 확인함.
2. ↑  “[만파식적] 와비사비”. 2024년 11월 24일. 2025년 3월 11일에 확인함.
3. ↑  “시대를 초월한 와비사비 철학”. 2024년 9월 20일. 2025년 3월 11일에 확인함.